# Liste der Generaldirektoren des Namibia Central Intelligence Service
Die Liste der Generaldirektoren des Namibia Central Intelligence Service umfasst alle Generaldirektoren (englisch Director-General) des namibischen Nachrichtendienstes Namibia Central Intelligence Service (NCIS). Sie sind Kabinettsmitglieder.

## Generaldirektoren
| Generaldirektor    | Bild | Lebensdaten                     | Amtszeit                      | Berufen durch       |
| ------------------ | ---- | ------------------------------- | ----------------------------- | ------------------- |
| Benedictus Likando |      |                                 | 22. März 2020–                | Hage Geingob        |
| Philemon Malima*   |      | 9. Juli 1946                    | Juni 2015–März 2020           | Hage Geingob        |
| Lucas Hangula*     |      | ?–21. Juni 2021                 | Aug. 2017–2020 2005–Juni 2015 | Hifikepunye Pohamba |
| Peter Tsheehama    |      | 31. März 1941 – 3. Oktober 2010 | 1999–2005                     | Sam Nujoma          |

* Ungeklärte Doppelspitze August 2017 bis 2020. Ab 2015 bis 2020 war Hangula womöglich nur Sonderberater im NCIS.